# Miglioramento genetico

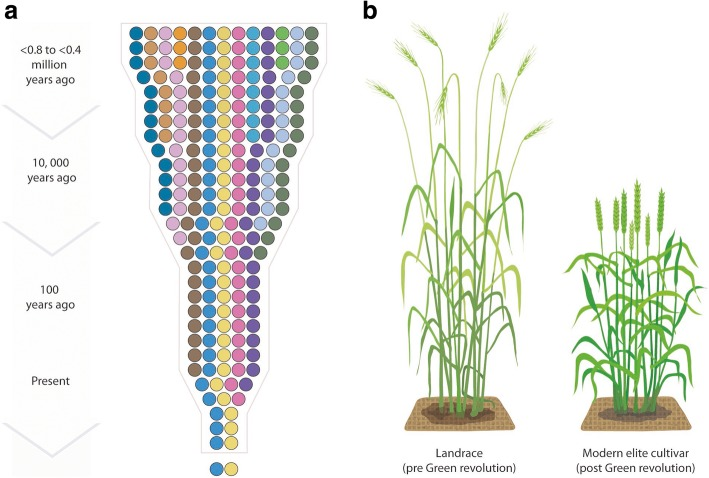
Sviluppo delle colture nel tempo, inclusa a la perdita della diversità attraverso i colli di bottiglia genetici della domesticazione.

Per miglioramento genetico si intende il processo di modifica del patrimonio genetico al fine di migliorare le caratteristiche utili all'uomo nelle specie coltivate o allevate. I coltivatori e gli allevatori scelgono gli individui giudicati migliori attraverso la scelta di fenotipi considerati migliori. Attualmente, grazie alle moderne tecniche biotecnologiche, tale processo risulta essere una combinazione delle osservazioni fenotipiche con le conoscenze genotipiche rese disponibili dallo studio dei genomi.

## Storia del miglioramento genetico
L'uomo ha modificato gli esseri biologici fin dalle origini della coltivazione e dell'allevamento, circa 12.000 - 14.000 anni fa; grazie ad esso ne ha accentuate, progressivamente, le capacità di produrre derrate utili al proprio sostentamento e i propri bisogni materiali ed immateriali (specie ornamentali e animali di compagnia).
In questi millenni l'uomo è stato in grado di aumentare significativamente le rese del frumento o del mais, la capacità di produrre latte in vacche e capre, o carne come nel caso del suino, andando a modificare la struttura genetica e fenotipica di queste colture e specie rispetto ai loro equivalenti selvatici. La vacca primitiva allattava il proprio nato con 200-400 chilogrammi di latte, la vacca di un allevamento moderno produce 12.000 chilogrammi di latte. La modifica delle entità biologiche coltivate o allevate è stata in parte consapevole, in gran parte inconsapevole, o istintiva. Costituisce modificazione inconsapevole la prima alterazione fissata dai coltivatori dell'alta Mesopotamia nel frumento preferendo le stirpi in cui la rachide della spiga, lo scheletro che sostiene le cariossidi, restasse unito, e non si infrangesse spontaneamente, eliminando quelle a rachide scindibile, una caratteristica necessaria, ai frumenti selvatici, per disseminare i semi e riprodurre la specie.

### L'era antica
La prima idea della possibilità di modificare intenzionalmente le peculiarità degli animali domestici è attestata dal libro della Genesi, che narra che Giacobbe sarebbe riuscito a influenzare il colore degli agnelli procreati da pecore che, fecondate all'abbeverata, fissassero gli occhi, al pozzo, su verghe di mandorlo decorticate o complete della corteccia Troviamo il primo nucleo di un'autentica conoscenza dei meccanismi della riproduzione e degli accorgimenti per indirizzarli nel capolavoro dell'agronomia latina, l'opera di Columella, che dopo avere illustrato le idee più curiose, sulla materia, di Aristotele, come l'influenza, sull'esito dell'incrocio, del vento verso il quale la pecora volga il muso mentre il montone la salta, illustra il singolare esperimento compiuto dallo zio Marco. Acquistati, da un circo, montoni africani di bellissimo colore, il patrizio iberico li accoppiò a pecore spagnole ottenendo capi dal colore del padre, ma dalla lana ruvida, una peculiarità che avrebbe corretto con incroci ulteriori con maschi dalla lana fine: il primo resoconto, nella storia delle conoscenze umane, di un inconsapevole programma genetico che unisce razionalmente due procedimenti: l'incrocio e la selezione con reincrocio).
Dobbiamo al genio di Columella anche la formulazione dei primi criteri per la selezione dei vegetali. Spiegando come garantirsi la semente per il migliore raccolto futuro di frumento l'agronomo latino suggerisce di scegliere le spighe più belle nel campo, un autentico procedimento di selezione genetica, e di separare, sull'aia, col vaglio, i semi più corposi e pesanti, la condizione della semente di germinabilità maggiore.

### Il Rinascimento
Queste precauzioni di Columella verranno suggerite dagli autori successivi: le ripeterà integrandole di nuovi consigli, il maggiore agronomo del Rinascimento, il francese Olivier de Serres).

### L'Ottocento
Se la precettistica per il miglioramento delle razze domestiche, vegetali e animali, non conosce progressi di autentica portata innovativa tra Columella e Oliver de Serres, trascorre poco più di un secolo dall'opera francese ed ha inizio la prodigiosa stagione inglese della selezione animale. A opera di un ceto di affittuari di grandissima accortezza, dalla speciale passione per le forme del bestiame, si sviluppa, in Inghilterra e Scozia, il rimodellamento di tutte le razze allevate. L'Isola impazzisce per i propri animali: mentre proprietari patrizi e affittuari selezionano pecore, bovini e suini, gli ippodromi sono teatro della selezione del prodigioso purosangue inglese, i patrizi selezionano, per le proprie cacce, un caleidoscopio di razze canine, i circoli dei colombofili esultano per la forma di un'ala o di un collo. È in questo ambiente eccezionale che Charles Darwin, reduce dalla formulazione della propria teoria sulla selezione nelle condizioni di natura, dedica gli ultimi anni, e il proprio impareggiabile genio, a studiare le modifiche impresse alle razze animali dall'allevatore, pubblicando, nel 1868, quella Variation of animals and plants under domestication che gli studiosi del grande inglese, sedotti dal fascino della prima opera, conoscono, generalmente, poco e male. Alle prove del processo in corso, nel Regno, per la selezione degli animali, Darwin aggiunge tutte le notizie, ed il proprio commento, sulla selezione dei vegetali, ancora lontana dai successi conosciuti dalla selezione animale.
All'analisi più acuta del procedere di quell'immenso esperimento collettivo che ha preso corpo nella selezione animale nell'Inghilterra dell'Ottocento, Darwin aggiunge la formulazione di un'ipotesi biologica per spiegare le fondamenta fisiologiche dei risultati conseguiti. È una teoria che rivelerà presto la propria inconsistenza. Singolarmente, tre anni prima della pubblicazione dell'opera sulla selezione domestica dello scienziato inglese una modesta rivista scientifica della Boemia ha pubblicato uno studio dell'abate del convento agostiniano di Brno sull'ereditarietà nei piselli. Lettore di tutta la pubblicistica scientifica europea, Darwin ha ignorato il modesto studio di Gregor Mendel, che offrirà le fondamenta matematiche alla dottrina moderna dell'ereditarietà.
Pubblicata su una rivista priva di prestigio, la teoria di Mendel non sarà conosciuta e impiegata proficuamente che all'alba del Novecento. Intanto i procedimenti pratici avranno avviato, anche nella sfera dei vegetali, il più vigoroso moto di rinnovamento del patrimonio delle varietà che l'uomo coltiva sui propri campi.
Possiamo rilevare che l'Italia arriverà tardissimo ad inserirsi sul fronte del miglioramento delle specie domestiche. Nell'intero corso dell'Ottocento l'espressione più precoce di riflessione scientifica sui temi del miglioramento animale è la relazione che il socio Paolo Predieri tiene, nel 1851, alla Società agraria di Bologna analizzando vantaggi e svantaggi delle tre strade aperte per il miglioramento delle razze bovine, ovine e suine: la sostituzione totale con razze straniere, la sostituzione progressiva, la selezione delle razze indigene.
L'Italia cercherà di elidere il grande ritardo accumulato adottando la seconda strada: per abbreviare i tempi sacrificherà, così, la maggior parte delle razze tradizionali, oggi ridotte a gruppi esigui, campionario biologico di un catalogo zoologico di cui le ragioni dell'economia hanno preteso il sacrificio.

## Miglioramento genetico classico dei vegetali
Il miglioramento genetico classico sfrutta la variabilità genetica presente in natura all'interno di ogni specie per indirizzarne l'evoluzione nella direzione gradita dall'uomo.
Le fonti di variabilità sono le variazioni mendeliane (o mutazioni puntiformi), la ibridazione e la poliploidia.
Le mutazioni mendeliane sono cambiamenti improvvisi ed ereditabili all'interno del patrimonio genetico di un individuo. Questa mutazione può essere vantaggiosa e quindi affermarsi, oppure dannosa od addirittura mortale; se la mutazione è vantaggiosa e dominante aumenta la sua frequenza all'interno della popolazione di quella specie, se recessiva rimane latente ma potenzialmente destinata ad affermarsi; se la mutazione è svantaggiosa dominante è destinata a scomparire, mentre se è recessiva rimane latente ma con la possibilità di permanere e di affermarsi. Il successo di una mutazione dipende ovviamente dalla interazione con l'ambiente in cui l'individuo mutato vive.
La ibridazione sfrutta il fatto che in natura le piante che si autofecondano, e che quindi trasmettono integralmente alla discendenza solo le proprie caratteristiche genetiche, sono rare, per cui i discendenti, derivando da genitori diversi, sono diversi tra loro e dai genitori e mescolano caratteristiche genetiche diverse.
La poliploidia è l'aumento del numero di cromosomi tipico della specie secondo multipli del patrimonio originale: se il numero caratteristico di cromosomi di una specie è 2n (per esempio nell'uomo 2n=46, per cui n=23), si possono ottenere individui triploidi (3n), tetraploidi (4n) e poliploidi, ovviamente con caratteristiche diverse dagli individui naturali, ed il particolare un aumento delle dimensioni.
La selezione naturale opera la scelta degli individui più adatti ad un certo ambiente all'interno della variabilità presente all'interno della specie, facendo riprodurre solo quelli ed eliminando gli altri; il miglioramento genetico invece opera una scelta tra le piante individuando quelle più adatte ai nostri scopi (esempio alta produzione di granella, resistenza ad una malattia, ecc...), sfruttando la diversità degli individui presenti in una popolazione.